# 학산서원터
학산서원터는 인천광역시 미추홀구 학익동, 문학터널 입구에 있다. 2019년 11월 12일 인천 미추홀구의 향토문화유산 제5호로 지정되었다.

## 개요
학산서원터는 지난 2002년 개통된 문학터널 건설 공사과정에서 대부분 훼손돼 현재는 표지석만 남아있다.
학산서원은 인천지역에 세워졌던 유일한 서원으로 18세기 당시 인천 유림의 동향을 파악할 수 있는 가치를 지닌 흔적이다.
학산서원은 1708년(숙종34) 창건이래 1871년(고종 8)에 단행된 서원철폐령에 따라 혁파되기 전까지 인천지역 학문과 교육에 중추적인 역할을 담당했다.
인천지역 유생들이 인천부사를 지낸 이단상을 추모하는 서원 건립을 국왕에게 청원해 숙종이 이를 허가하며 1702년(숙종 28) 공사를 시작했고, 1708년 완공됐다.
학산서원은 '사액서원'이다. 조선시대 성균관이나 향교 등의 교육기관이 지금의 국립대학과 비교할 수 있다면 서원은 사립대학으로 볼 수 있는데, 사액서원은 국왕으로부터 권위를 인정받은 교육기관이다.
그러나 제국주의 세력의 조선침략과 일제 강점기를 거치며 다시 세워지지 못하고 그 터만 남아있게 됐다.